# Fontaines-en-Duesmois
Fontaines-en-Duesmois è un comune francese di 135 abitanti situato nel dipartimento della Côte-d'Or nella regione della Borgogna-Franca Contea.

## Società

### Evoluzione demografica
Abitanti censiti